# Corpse paint

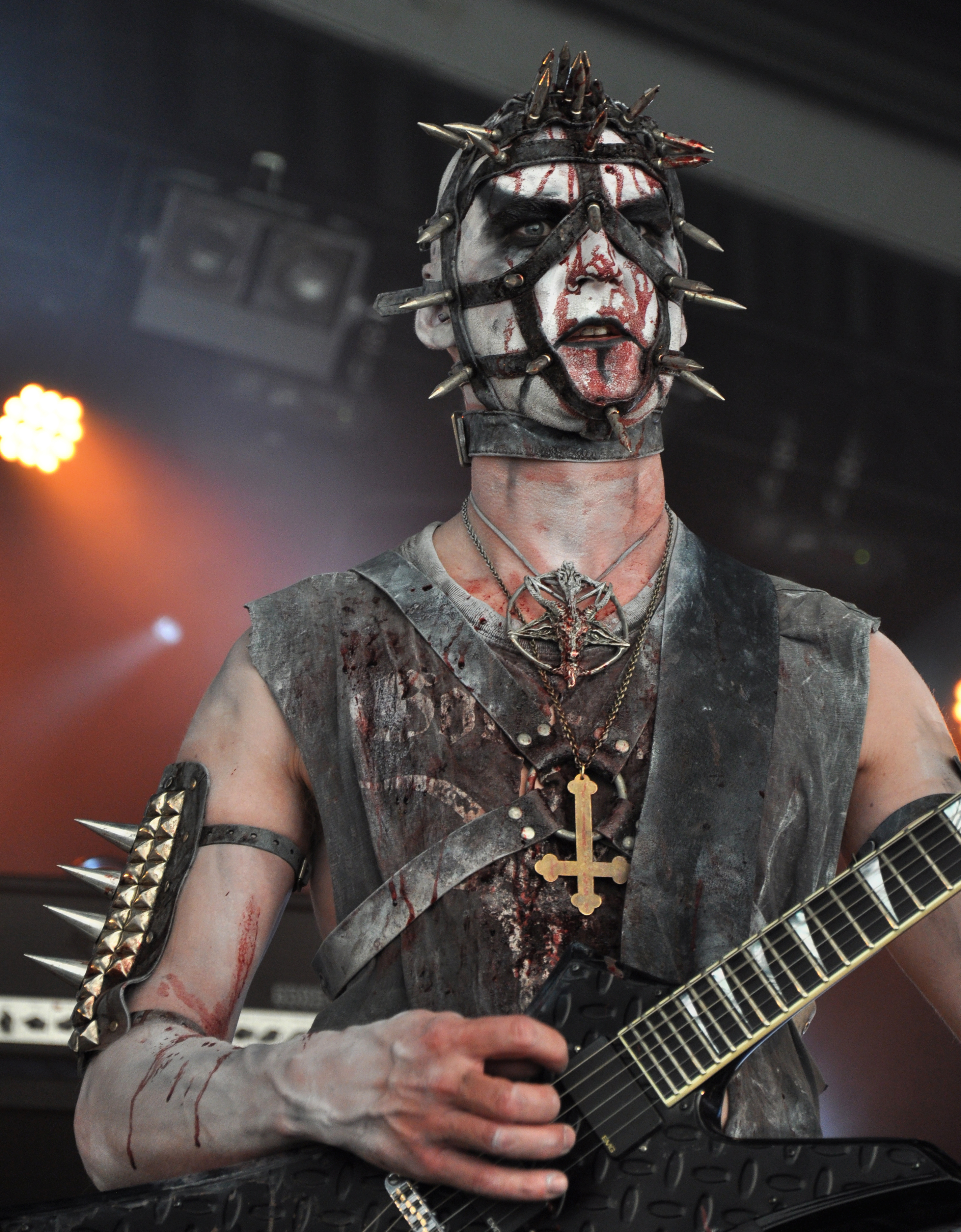
Enzifer de la Urgehal în cadrul festivalului Metal Mean din 2011 purtând corpse paint și alte elemente specifice genului (crucea întoarsă, capul lui Baphomet, îmbrăcămintea din piele etc.)

Corpse paint sau corpsepaint este un stil de machiaj realizat în alb și negru, caracteristic în special formațiilor de black metal, folosit în cadrul concertelor sau pentru o sesiune foto. Machiajul este aplicat cu scopul de a crea o înfățișare inumană, demonică sau identică cu cea a unui cadavru.
În primul rând se aplică machiaj de culoare albă pe față și pe gât, ulterior fiind colorate în negru zona orbitală și buzele. Uneori este amesecat și cu sânge (fals sau real). Artiștii vor realiza aproape întotdeauna un model propriu și nu unul standard. Alte culori sunt rar utilizate, totuși, unii muzicieni adoptă și culori diferite; de exemplu, Attila Csihar din Mayhem folosește culori neon, în timp ce formațiile norvegiene Satyricon și Dodheimsgard au experimentat și cu alte nuanțe. În afară de scena black metal, machiajul este utilizat și de către unii reprezentanți ai heavy metalului, respectiv ai scenei shock rock, precum Alice Cooper, Marilyn Manson sau Misfits, și de unii wrestleri, ca Sting și Boogeyman.

## Istoria
Primele formații de muzică rock care au folosit un machiaj identic celui din scena black metal sunt Screamin' Jay Hawkins și Arthur Brown în anii 1960, Secos & Molhados, Alice Cooper și Kiss în 1970, și mai târziu decada punk rock a celor din Misfits și David Vanian din The Damned. În anii 80, Hellhammer, Venom Death SS și King Diamond din Mercyful Fate (care folosea corpse paint încă din 1978) au reprezentat primele formații de metal care foloseau corpsepaint; în aceeași perioadă au urmat și cei din Celtic Frost. De asemenea, brazilienii din Sarcofago au fost pionieri ai acestui machiaj, fiind considerați de către revista Metal Storm drept prima formație care a folosit corpsepaint.
Reprezentanții scenei norvegiene utilizau în exces corpsepaintul. Dead din Mayhem a fost prima persoană afiliată mișcării care interpreta întotdeauna având machiajul pe față; adoptase stilul încă din anii '80. Conform declarațiilor lui Necrobutcher, basistul Mayhem, Dead nu a fost influențat de Kiss sau de Alice Cooper. Dead dorea să arate asemenea unui cadavru. Nu o făcea ca să arate cool”. Stilul a fost repede încorporat și de către celelalte formații din comunitatea black. Deși majoritatea adoptase stilul, unele formații a- Emperor, Satyricon sau Burzum - s-au oprit din a-l aplica, considerând că și-a pierdut sensul original.